# Adrian Quist
Adrian Karl Quist (* 4. August 1913 in Adelaide, South Australia; † 17. November 1991 in Sydney, New South Wales) war ein australischer Tennisspieler. Quist gewann insgesamt 17 Grand-Slam-Konkurrenzen (3× Einzel, 14× Doppel), und einmal den Davis Cup. Er war der einzige Tennisspieler, der vor und nach dem Zweiten Weltkrieg ein Grand-Slam-Turnier gewinnen konnte.

## Erfolge
| Legende (Anzahl der Siege)                       |
| Grand Slam (17)                                  |
| Tennis Masters Cup ATP World Tour Finals         |
| ATP Masters Series ATP World Tour Masters 1000   |
| ATP International Series Gold ATP World Tour 500 |
| ATP International Series ATP World Tour 250      |

| ATP-Titel nach Belag |
| Hartplatz (0)        |
| Sand (2)             |
| Rasen (15)           |

### Einzel

#### Turniersiege

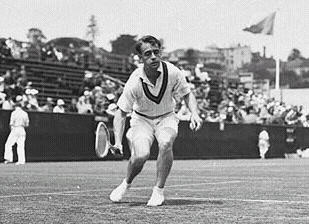
Adrian Quist während eines Spiels in den 1930er Jahren

| Nr. | Datum | Turnier                      | Belag | Finalgegner   | Ergebnis                |
| --- | ----- | ---------------------------- | ----- | ------------- | ----------------------- |
| 1.  | 1936  | Australian Championships (1) | Rasen | Jack Crawford | 6:2, 6:3, 4:6, 3:6, 9:7 |
| 2.  | 1940  | Australian Championships (2) | Rasen | Jack Crawford | 6:3, 6:1, 6:2           |
| 3.  | 1948  | Australian Championships (3) | Rasen | John Bromwich | 6:4, 3:6, 6:3, 2:6, 6:3 |

#### Finalteilnahmen
| Nr. | Datum | Turnier                  | Belag | Finalgegner   | Ergebnis      |
| --- | ----- | ------------------------ | ----- | ------------- | ------------- |
| 1.  | 1939  | Australian Championships | Rasen | John Bromwich | 4:6, 1:6, 3:6 |

### Doppel

#### Turniersiege
| Nr. | Datum | Turnier                                           | Belag | Partner       | Finalgegner                       | Ergebnis                |
| --- | ----- | ------------------------------------------------- | ----- | ------------- | --------------------------------- | ----------------------- |
| 1.  | 1935  | Internationale französische Tennismeisterschaften | Sand  | Jack Crawford | Donald Turnbull Vivian McGrath    | 6:1, 6:4, 6:2           |
| 2.  | 1935  | Wimbledon Championships (1)                       | Rasen | Jack Crawford | Wilmer Allison John Van Ryn       | 6:3, 5:7, 6:2, 5:7, 7:5 |
| 3.  | 1936  | Australian Championships (1)                      | Rasen | Don Turnbull  | Jack Crawford Vivian McGrath      | 6:8, 8:2, 6:1, 3:6, 6:2 |
| 4.  | 1937  | Australian Championships (2)                      | Rasen | Don Turnbull  | John Bromwich Jack Harper         | 6:2, 9:7, 1:6, 6:8, 6:4 |
| 5.  | 1938  | Australian Championships (3)                      | Rasen | John Bromwich | Henner Henkel Gottfried von Cramm | 7:5, 6:4, 6:0           |
| 6.  | 1939  | Australian Championships (4)                      | Rasen | John Bromwich | Colin Long Donald Turnbull        | 6:4, 7:5, 6:2           |
| 7.  | 1939  | U.S. Championships                                | Rasen | John Bromwich | Jack Crawford Harry Hopman        | 8:6, 6:1, 6:4           |
| 8.  | 1940  | Australian Championships (5)                      | Rasen | John Bromwich | Jack Crawford Vivian McGrath      | 6:3, 7:5, 6:1           |
| 9.  | 1946  | Australian Championships (6)                      | Rasen | John Bromwich | Max Newcombe Leonard Schwartz     | 6:3, 6:1, 9:7           |
| 10. | 1947  | Australian Championships (7)                      | Rasen | John Bromwich | Frank Sedgman George Worthington  | 6:1, 6:3, 6:1           |
| 11. | 1948  | Australian Championships (8)                      | Rasen | John Bromwich | Colin Long Frank Sedgman          | 1:6, 6:8, 9:7, 6:3, 8:6 |
| 12. | 1949  | Australian Championships (9)                      | Rasen | John Bromwich | Geoffrey Brown Bill Sidwell       | 1:6, 7:5, 6:2, 6:3      |
| 13. | 1950  | Australian Championships (10)                     | Rasen | John Bromwich | Jaroslav Drobný Eric Sturgess     | 6:3, 5:7, 4:6, 6:3, 8:6 |
| 14. | 1950  | Wimbledon Championships (2)                       | Rasen | John Bromwich | Geoff Brown Bill Sidwell          | 7:5, 3:6, 6:3, 3:6, 6:2 |

#### Finalteilnahmen
| Nr. | Datum | Turnier                                           | Belag | Partner        | Finalgegner                | Ergebnis                 |
| --- | ----- | ------------------------------------------------- | ----- | -------------- | -------------------------- | ------------------------ |
| 1.  | 1933  | Internationale französische Tennismeisterschaften | Sand  | Vivian McGrath | Pat Hughes Fred Perry      | 2:6, 4:6, 6:2, 5:7       |
| 2.  | 1934  | Australian Championships (1)                      | Rasen | Don Turnbull   | Pat Hughes Fred Perry      | 8:6, 3:6, 4:6, 6:3, 3:6  |
| 3.  | 1938  | U.S. Championships                                | Rasen | John Bromwich  | Don Budge Gene Mako        | 3:6, 2:6, 1:6            |
| 4.  | 1951  | Australian Championships (2)                      | Rasen | John Bromwich  | Frank Sedgman Ken McGregor | 9:11, 6:2, 3:6, 6:4, 3:6 |

### Mixed

#### Finalteilnahmen
| Nr. | Datum | Turnier                                           | Belag | Partnerin      | Finalgegner                    | Ergebnis |
| --- | ----- | ------------------------------------------------- | ----- | -------------- | ------------------------------ | -------- |
| 1.  | 1934  | Internationale französische Tennismeisterschaften | Sand  | Elizabeth Ryan | Colette Rosambert Jean Borotra | 2:6, 4:6 |

### Davis Cup
- Sieger (1): 1939
- Finale (4): 1936, 1938, 1946, 1948